# هاي فولتيتج سوفتوير
هاي فولتيتج سوفتوير (بالإنجليزية: High Voltage Software)‏ ، هي شركة أمريكية خاصة تقوم بصناعة ألعاب الفدييو وتطويرها، أسست سنة 1993م في ولاية إلينوي.